# Parafia św. Barbary w Rębiszowie
Parafia św. Barbary w Rębiszowie – parafia rzymskokatolicka w dekanacie Gryfów Śląski w diecezji legnickiej.  Jej proboszczem jest ks. mgr Zbigniew Pacyniak. Erygowana w 1972.